# دیمین دوفور
دیمین دوفور (انگلیسی: Damien Dufour؛ زادهٔ ۳۰ اکتبر ۱۹۸۱) بازیکن فوتبال اهل فرانسه است.
از باشگاه‌هایی که در آن بازی کرده‌است می‌توان به باشگاه فوتبال اوسر اشاره کرد.